# Éric Montalbetti
Éric Montalbetti, né le 13 octobre 1968, est un compositeur classique français après avoir été  directeur artistique de l’Orchestre philharmonique de Radio France de 1996 à 2014.

## Biographie
Éric Montalbetti étudie le piano et l’orgue et compose dès l'enfance en autodidacte. Lycéen puis étudiant, il suit les conférences de Pierre Boulez, Robert Piencikowski et Andrew Gerszo à l’Ircam et au Collège de France. Il poursuit sa formation avec Alain Bancquart, Paul Méfano et Michaël Levinas comme auditeur libre au Conservatoire de Paris.
Il est lauréat de la Fondation de la Sacem et de la Fondation Yehudi Menuhin en 1990 pour sa Sonate pour violon seul. Il se perfectionne avec George Benjamin, Magnus Lindberg, Philippe Manoury et Tristan Murail dans le cadre du Centre Acanthes. De 1996 à 2014, Montalbetti est le directeur artistique de l’Orchestre philharmonique de Radio France. Il compose depuis l’âge de onze ans mais ne se fait connaître en tant que compositeur qu'après son départ de Radio France.
Avec orchestre, après une première création dirigée par Pascal Rophé à l'Orchestre National des Pays de la Loire, sa pièce Eclair physionomique, fantaisie symphonique après Paul Klee (2018), commande du Printemps des Arts de Monte Carlo, est créée en première mondiale par l'Orchestre Philharmonique de Monte-Carlo, sous la direction de Kazuki Yamada et reprise par l'Orchestre de la Tonhalle de Zürich sous la direction de Pierre-André Valade. Par la suite, l'Orchestre de la Suisse Romande, l'Orchestre de Chambre de Lausanne, le Gürzenich Orchester de Cologne, l'Orchestre Symphonique d'Odense, l'Orchestre Philharmonique Royal de Liège, l'Orchestre Philharmonique de Radio France et l'Orchestre National de Lyon lui ont passé commande, ainsi que l'Ensemble intercontemporain, le Tokyo Sinfonietta, le Lemanic Modern Ensemble et les Cameristi della Scala, pour des œuvres créées sous la direction de Jonathan Nott, Mikko Franck, Matthias Pintscher, Lionel Bringuier, Renaud Capuçon, Duncan Ward, Nikolaj Szeps-Znaider, Wilson Hermanto, Yasuaki Itakura et Pierre Bleuse. 
Trois albums discographiques sont parus chez Alpha Classics, aussi bien qu'un DVD édité par le festival Spannungen comprenant la captation de la création du Duo pour violon & piano par Christian Tetzlaff et Alexander Vorontsov.

## Œuvre
- Ludes, et autres pièces brèves pour les jeunes pianistes (1988–1999) (BNF 45449727) créé en concert en 2018 par les élèves du conservatoire d'Antibes-Juan-les-Pins Allan d'Orlan de Polignac et Jan Jakub Zielinski dans le cadre du festival Printemps des Arts de Monte-Carlo[6]
- Sonate pour violon seul (1990 ; rev. 1997 ; éd. Durand) (OCLC 1082251958) créée au disque par Tedi Papavrami (Alpha Classics, album 263)[7] et en concert en France par David Grimal (festival Le vent sur l'arbre, 2017) puis en Allemagne par Christian Tetzlaff (festival Spannungen, 2019)[8]
- Trois Études après Kandinsky, pour piano (1990[9] ; éd. Durand) (OCLC 1055848940) Création au Muziekgebouw d’Amsterdam en février 2018 par François-Frédéric Guy qui l'a enregistré au disque (Alpha Classics, album 263)[7]
- Cinq formants pour clarinette seule (1995, éd. Allegretto)[10] créé au disque par Nicolas Baldeyrou (Alpha Classics, album 263)[7]
- Trio pour violon, violoncelle et piano (années 1990 ; rév. 2015, éd. Durand)[9] Créé au disque par les solistes de l'Ensemble intercontemporain Hae Sun Kang, Eric-Maria Couturier et Hidéki Nagano (Alpha Classics, album 583)[11]
- Un herbier pour la vie, pour violoncelle seul (2007 ; éd. Allegretto) (BNF 45443489) Créé au disque par Marc Coppey (Alpha Classics, album 263)[7]
- Esprit tendre, pour hautbois, composé en hommage à Helen & Elliott Carter (2008, éd. Allegretto)[12] Créé au disque par Jean-Louis Capezzali (Alpha Classics, album 263)[7] et en concert en Allemagne par Viola Wilmsen (festival Spannungen, 2019)[8]
- Vaste champ temporel à vivre joyeusement, pour orchestre (2015, éditions Durand) [9] créé en 2015 en France par l'Orchestre National des Pays de la Loire et Pascal Rophé[13] et au Japon par le Tokyo Sinfonietta, et en Roumanie en 2019 par l'Orchestre symphonique de Bucarest dans le cadre du festival Georges Enesco[14]
- Quatuor à cordes « Harmonieuses dissonances ». (2019, éd. Durand)[15] Commande des Musicales de Colmar et du Volcan, scène nationale du Havre, avec le soutien de la fondation Francis & Mica Salabert. Création par le Quatuor Les Dissonances en mai 2019 [16] Enregistrement discographique par le Quatuor Les Dissonances (David Grimal, Stefan Simonca-Oprita, David Gaillard et Xavier Phillips) paru en 2020 (Alpha Classics, album 583)[11]
- Hommage à Matisse, pour clarinette et voix de femme. Composée pour le 150e anniversaire de la naissance du peintre, la pièce se présente en trois mouvements : I. Nu, célèbre la simplicité du trait des dessins de Matisse ; II. Éclat, celui de la lumière, comme l'évoque la remarque de Guillaume Apollinaire, « l’œuvre d’Henri Matisse est un fruit de lumière éclatante » ; III. Couleur, suit les paroles du peintre lui-même : « Je posais ma couleur ; c’était la première couleur de ma toile. J’y joignais une deuxième couleur, et alors, au lieu de reprendre, quand cette deuxième couleur ne paraissait pas s’accorder avec la première, j’en mettais une troisième, qui devait les accorder. Alors il fallait continuer ainsi jusqu’à ce que j’eusse la sensation que j’avais créé une harmonie complète dans ma toile, et que je me trouvais déchargé de l’émotion qui me l’avait fait entreprendre ». Il n’y a pas de texte, la chanteuse vocalisant librement sur des phonèmes. La pièce a été créée par Delphine Haidan et Pierre Génisson en 2019 au Musée Matisse du Cateau-Cambrésis[17] puis en 2020 devant le Musée Matisse de Nice dans le cadre du festival NiceClassicLive
- Duo pour violon et piano, « Lied des Dankes für das Leben in Freundschaft » création, festival Spannungen le 28 juin 2019, par Christian Tetzlaff et Alexander Vorontsov. Enregistrement de la création paru au disque en 2020 (Alpha Classics, album 583)[11]
- Psalterium, pour chœur & violoncelle solo (2017, éd. Durand)[9] sur des fragments des Psaumes de la Bible dans la traduction moderne d'Olivier Cadiot et Marc Sevin (éd. Bayard, 2001), commande de Vocello et du festival international de violoncelle de Beauvais où l'œuvre a été créée le 1er juin 2018 par Henri Demarquette avec le chœur Sequenza 9.3 dirigé par Catherine Simonpietri[18]
- Eclair physionomique, fantaisie symphonique après Paul Klee (2018, éd. Durand)[9], commande du festival Printemps des Arts de Monte-Carlo, création le 24 mars 2018 par l'Orchestre Philharmonique de Monte Carlo dirigé par Kazuki Yamada[6]
- Concerto pour flûte et orchestre "Memento vivere" (2019, éd. Durand)[9], commande de l'Orchestre de la Suisse Romande créée en mai 2019 sous la direction de Jonathan Nott par Emmanuel Pahud au Victoria Hall de Genève, au LAC Lugano et à La Seine Musicale à Boulogne-Billancourt[19]
- Memento Emmanuaile, pour flûte solo (2019, éd. Durand)[9], dédié à Emmanuel Pahud et en hommage au sculpteur Antoine Poncet, créé par Emmanuel Pahud le 19 octobre 2020 au Konzerthaus de Vienne (Berio Saal), puis dans l'été 2021 en Italie dans le cadre du festival Incontri in terra di Siena et en France au festival international de musique de chambre de Salon-de-Provence[20]
- Fenêtres simultanées sur la ville, sinfonietta en 4 ou 5 tableaux d'après Sonia & Robert Delaunay, pour ensemble (2019, éd. Durand)[9], commande de Lemanic Modern Ensemble et du Tokyo Sinfonietta, création initialement programmée en novembre 2020,  reportée en raison de la situation sanitaire au 18 octobre 2021 à Genève sous la direction de Pierre Bleuse[21].

## Discographie
- Solos : a personal diary in music - François-Frédéric Guy, piano ; Tedi Papavrami, violon ; Marc Coppey, violoncelle ; Jean-Louis Capezzali, hautbois ; Nicolas Baldeyrou, clarinette et David Guerrier, cor (2008–2014, Alpha 263) (OCLC 1002845817)
- Chamber music : harmonieuses dissonances - Duo pour violon et piano ; Hommage à Matisse ; Trio pour violon, violoncelle et piano ; Quatuor à cordes « Harmonieuses dissonances » - Christian Tetzlaff, violon ; Alexander Vorontsov, piano ; Delphine Haidan, mezzo-soprano et Pierre Génisson, clarinette ; Hae Sun Kang, violon ; Éric-Maria Couturier, violoncelle ; Hidéki Nagano, piano ; Quatuor Les Dissonances (juin/octobre/novembre 2019 ; janvier 2020, Alpha 583)
- Orchestral music : Concerto pour flûte & orchestre 'Memento vivere' - Ouverture philharmonique - Eclair physionomique (fantaisie symphonique après Paul Klee) - Emmanuel Pahud (flûte) - Orchestre de la Suisse Romande & Jonathan Nott - Gürzenich Orchester Köln & Duncan Ward - Orchestre Philharmonique de Monte-Carlo & Kazuki Yamada (2018-2024, Alpha 1113)